# Kvalifikace na Mistrovství Evropy ve fotbale 2016

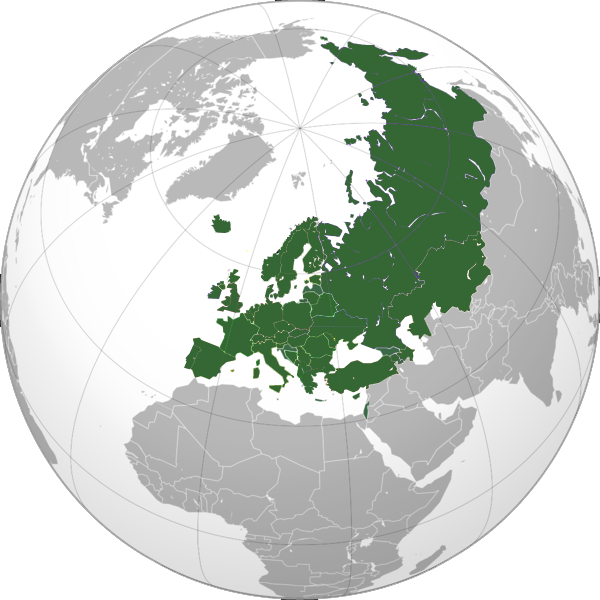
Zúčastněné země

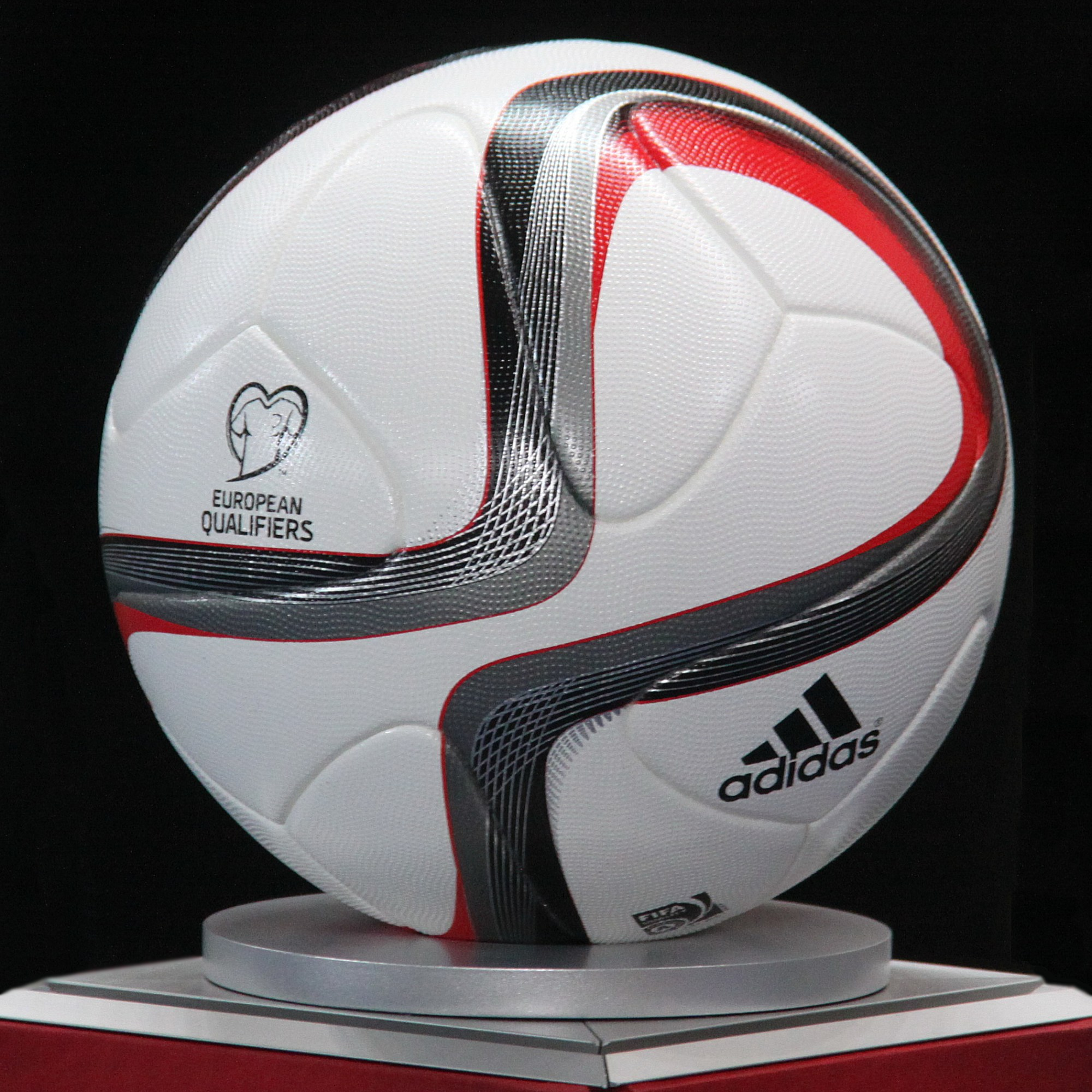

Kvalifikace na Mistrovství Evropy ve fotbale 2016 se účastnilo 53 národních fotbalových týmů, členů UEFA. První zápasy kvalifikace se uskutečnily 7. září 2014 a kvalifikace skončila posledními zápasy 17. listopadu 2015. Hostitelská Francie má účast na závěrečném turnaji jistou.
Losování pro rozdělení do kvalifikačních skupin proběhlo 23. února 2014 v Palais des Congrès Acropolis v Nice. UEFA před touto kvalifikací změnila pravidlo o žlutých kartách, dosud hráč musel vynechat jedno střetnutí po dvou obdržených žlutých kartách, nově musel vynechat zápas až po třech nasbíraných žlutých.

## Systém kvalifikace
Celkem 53 týmů bylo rozlosováno do osmi skupin po šesti týmech a jedné pětičlenné skupiny. Euro v roce 2016 bude hrát poprvé v historii 24 týmů. Do současné doby to bylo šestnáct mužstev.
Ve skupinách se utkal každý s každým doma a venku. Vítězové skupin a týmy na druhých místech postoupily přímo na závěrečný turnaj. Týmy na třetích místech byly seřazeny do žebříčku, do kterého se nepočítají zápasy se šestým týmem dané skupiny (aby nebyla pětičlenná skupina znevýhodněna). Nejlepší tým tohoto žebříčku (Turecko) postoupil také přímo. Zbylých 8 týmů na třetích místech bylo rozlosováno do dvojic a hrálo baráž o čtyři zbývající místa na závěrečném turnaji.
Francouzská reprezentace hrála přátelské zápasy s týmy pětičlenné skupiny I.

## Kritéria při rovnosti bodů
Pokud měly dva nebo více týmů po skončení kvalifikačních zápasů stejný počet bodů, rozhodly následující kritéria:
1. vyšší počet bodů získaných ve skupině v zápasech týmů mezi kterými se rozhodovalo
2. brankový rozdíl ze zápasů ve skupině mezi týmy o kterých se rozhodovalo
3. vyšší počet vstřelených gólů týmů mezi kterými se rozhodovalo
4. vyšší počet vstřelených gólů v zápasech venku týmů mezi kterými se rozhodovalo

Pokud měly po použití 1. až 4. kritéria dva nebo více týmů stále stejné pořadí, rozhodly tato kritéria:
1. výsledek všech zápasů ve skupině:
  1. vyšší brankový rozdíl
  2. větší počet vstřelených gólů
  3. větší počet vstřelených gólů v zápasech venku
  4. pořadí v soutěži fair play
2. pozice v žebříčku koeficientů

## Losovací koše
| Koš 1               | Koš 1  | Koš 1 |
| Tým                 | Koef.  | Poř.  |
| ------------------- | ------ | ----- |
| Španělsko           | 42 158 | 1     |
| Německo             | 41 366 | 2     |
| Nizozemsko          | 38 541 | 3     |
| Itálie              | 35 343 | 4     |
| Anglie              | 34 885 | 5     |
| Portugalsko         | 34 314 | 6     |
| Řecko               | 33 540 | 7     |
| Rusko               | 32 946 | 8     |
| Bosna a Hercegovina | 31 416 | 9     |

| Koš 2      | Koš 2  | Koš 2 |
| Tým        | Koef.  | Poř.  |
| ---------- | ------ | ----- |
| Ukrajina   | 31 156 | 10    |
| Chorvatsko | 30 652 | 11    |
| Švédsko    | 30 111 | 12    |
| Dánsko     | 29 660 | 13    |
| Švýcarsko  | 29 572 | 14    |
| Belgie     | 28 732 | 15    |
| Česko      | 28 234 | 16    |
| Maďarsko   | 27 802 | 17    |
| Irsko      | 26 733 | 18    |

| Koš 3     | Koš 3  | Koš 3 |
| Tým       | Koef.  | Poř.  |
| --------- | ------ | ----- |
| Srbsko    | 25 985 | 19    |
| Turecko   | 25 955 | 20    |
| Slovinsko | 25 834 | 21    |
| Izrael    | 25 442 | 22    |
| Norsko    | 25 341 | 23    |
| Slovensko | 25 333 | 24    |
| Rumunsko  | 25 038 | 25    |
| Rakousko  | 24 572 | 26    |
| Polsko    | 23 095 | 27    |

| Koš 4      | Koš 4  | Koš 4 |
| Tým        | Koef.  | Poř.  |
| ---------- | ------ | ----- |
| Černá Hora | 22 991 | 28    |
| Arménie    | 22 861 | 29    |
| Skotsko    | 22 234 | 30    |
| Finsko     | 22 001 | 31    |
| Lotyšsko   | 20 771 | 32    |
| Wales      | 20 551 | 33    |
| Bulharsko  | 20 391 | 34    |
| Estonsko   | 19 988 | 35    |
| Bělorusko  | 19 646 | 36    |

| Koš 5         | Koš 5  | Koš 5 |
| Tým           | Koef.  | Poř.  |
| ------------- | ------ | ----- |
| Island        | 19 243 | 37    |
| Severní Irsko | 19 201 | 38    |
| Albánie       | 19 151 | 39    |
| Litva         | 19 026 | 40    |
| Moldavsko     | 18 301 | 41    |
| Makedonie     | 17 376 | 42    |
| Ázerbájdžán   | 16 901 | 43    |
| Gruzie        | 16 766 | 44    |
| Kypr          | 14 235 | 45    |

| Koš 6           | Koš 6  | Koš 6 |
| Tým             | Koef.  | Poř.  |
| --------------- | ------ | ----- |
| Lucembursko     | 14 050 | 46    |
| Kazachstán      | 13 961 | 47    |
| Lichtenštejnsko | 12 220 | 48    |
| Faerské ostrovy | 11 751 | 49    |
| Malta           | 10 740 | 50    |
| Andorra         | 8 560  | 51    |
| San Marino      | 7 420  | 52    |
| Gibraltar       | 0      | 53    |

## Hrací dny
Toto byl první kvalifikační cyklus, ve kterém UEFA prodávala televizní práva na kvalifikaci jako celek. Byly zavedeny také tzv. "týdny fotbalu":
- Zápasy se hrály v rozmezí od čtvrtka do úterý
- Začátky zápasů byly povětšinou v 18:00 a 20:45 SEČ v sobotu a v neděli a ve 20:45 SEČ ve čtvrtek, pátek, pondělí a v úterý
- Pokud bezprostředně po sobě následovaly dvě hrací kola, týmy hrály zápasy v některém z následujících tří schémat: čtvrtek a neděle, pátek a pondělí nebo sobota a úterý
- Zápasy dané skupiny se hrály ve stejný den

Bylo určeno 10 hracích dnů pro skupinovou fázi a dva hrací dny pro baráž:
| Hrací den        | Datum                  |
| ---------------- | ---------------------- |
| 1. kolo          | 7.–9. září 2014        |
| 2. kolo          | 9.–11. října 2014      |
| 3. kolo          | 12.–14. října 2014     |
| 4. kolo          | 14.–16. listopadu 2014 |
| 5. kolo          | 27.–29. března 2015    |
| 6. kolo          | 12.–14. června 2015    |
| 7. kolo          | 3.–5. září 2015        |
| 8. kolo          | 6.–8. září 2015        |
| 9. kolo          | 8.–10. října 2015      |
| 10. kolo         | 11.–13. října 2015     |
| 1. zápasy baráže | 12.–14. listopadu 2015 |
| 2. zápasy baráže | 15.–17. listopadu 2015 |

Zatímco v minulých kvalifikačních cyklech byl rozpis zápasů výsledkem vyjednávání mezi jednotlivými asociacemi nalosovanými do dané skupiny, tentokrát rozpis určila UEFA v den losu kvalifikace.

## Kvalifikační skupiny
| Legenda                                                                         |
| ------------------------------------------------------------------------------- |
| Vítěz skupiny a druhý v pořadí postupující přímo na šampionát                   |
| Třetí tým v pořadí hrál baráž o postup na šampionát                             |
| V křížové tabulce vpravo je domácí tým v levém sloupci, hostující v horní řadě. |

### Skupina A
| Tým        | Z  | V | R | P | VG | IG | +/- | B  |
| ---------- | -- | - | - | - | -- | -- | --- | -- |
| Česko      | 10 | 7 | 1 | 2 | 19 | 14 | +5  | 22 |
| Island     | 10 | 6 | 2 | 2 | 17 | 6  | +11 | 20 |
| Turecko    | 10 | 5 | 3 | 2 | 14 | 9  | +5  | 18 |
| Nizozemsko | 10 | 4 | 1 | 5 | 17 | 14 | +3  | 13 |
| Kazachstán | 10 | 1 | 2 | 7 | 7  | 18 | −11 | 5  |
| Lotyšsko   | 10 | 0 | 5 | 5 | 6  | 19 | −13 | 5  |

|            | Česko | Island | Turecko | Nizozemsko | Kazachstán | Lotyšsko |
| ---------- | ----- | ------ | ------- | ---------- | ---------- | -------- |
| Česko      | —     | 2:1    | 0:2     | 2:1        | 2:1        | 1:1      |
| Island     | 2:1   | —      | 3:0     | 2:0        | 0:0        | 2:2      |
| Turecko    | 1:2   | 1:0    | —       | 3:0        | 3:1        | 1:1      |
| Nizozemsko | 2:3   | 0:1    | 1:1     | —          | 3:1        | 6:0      |
| Kazachstán | 2:4   | 0:3    | 0:1     | 1:2        | —          | 0:0      |
| Lotyšsko   | 1:2   | 0:3    | 1:1     | 0:2        | 0:1        | —        |

### Skupina B
| Tým                 | Z  | V | R | P  | VG | IG | +/- | B  |
| ------------------- | -- | - | - | -- | -- | -- | --- | -- |
| Belgie              | 10 | 7 | 2 | 1  | 24 | 5  | +19 | 23 |
| Wales               | 10 | 6 | 3 | 1  | 11 | 4  | +7  | 21 |
| Bosna a Hercegovina | 10 | 5 | 2 | 3  | 17 | 12 | +5  | 17 |
| Izrael              | 10 | 4 | 1 | 5  | 16 | 14 | +2  | 13 |
| Kypr                | 10 | 4 | 0 | 6  | 16 | 17 | −1  | 12 |
| Andorra             | 10 | 0 | 0 | 10 | 4  | 36 | −32 | 0  |

|                     | Belgie | Wales | Bosna a Hercegovina | Izrael | Kypr | Andorra |
| ------------------- | ------ | ----- | ------------------- | ------ | ---- | ------- |
| Belgie              | —      | 0:0   | 3:1                 | 3:1    | 5:0  | 6:0     |
| Wales               | 1:0    | —     | 0:0                 | 0:0    | 2:1  | 2:0     |
| Bosna a Hercegovina | 1:1    | 2:0   | —                   | 3:1    | 1:2  | 3:0     |
| Izrael              | 0:1    | 0:3   | 3:0                 | —      | 1:2  | 4:0     |
| Kypr                | 0:1    | 0:1   | 2:3                 | 1:2    | —    | 5:0     |
| Andorra             | 1:4    | 1:2   | 0:3                 | 1:4    | 1:3  | —       |

### Skupina C
| Tým         | Z  | V | R | P | VG | IG | +/- | B  |
| ----------- | -- | - | - | - | -- | -- | --- | -- |
| Španělsko   | 10 | 9 | 0 | 1 | 23 | 3  | +20 | 27 |
| Slovensko   | 10 | 7 | 1 | 2 | 17 | 8  | +9  | 22 |
| Ukrajina    | 10 | 6 | 1 | 3 | 14 | 4  | +10 | 19 |
| Bělorusko   | 10 | 3 | 2 | 5 | 8  | 14 | −6  | 11 |
| Lucembursko | 10 | 1 | 1 | 8 | 6  | 27 | −21 | 4  |
| Makedonie   | 10 | 1 | 1 | 8 | 6  | 18 | −12 | 4  |

|             | Španělsko | Slovensko | Ukrajina | Bělorusko | Lucembursko | Makedonie |
| ----------- | --------- | --------- | -------- | --------- | ----------- | --------- |
| Španělsko   | —         | 2:0       | 1:0      | 3:0       | 4:0         | 5:1       |
| Slovensko   | 2:1       | —         | 0:0      | 0:1       | 3:0         | 2:1       |
| Ukrajina    | 0:1       | 0:1       | —        | 3:1       | 3:0         | 1:0       |
| Bělorusko   | 0:1       | 1:3       | 0:2      | —         | 2:0         | 0:0       |
| Lucembursko | 0:4       | 2:4       | 0:3      | 1:1       | —           | 1:0       |
| Makedonie   | 0:1       | 0:2       | 0:2      | 1:2       | 3:2         | —         |

### Skupina D
| Tým       | Z  | V | R | P  | VG | IG | +/- | B  |
| --------- | -- | - | - | -- | -- | -- | --- | -- |
| Německo   | 10 | 7 | 1 | 2  | 24 | 9  | +15 | 22 |
| Polsko    | 10 | 6 | 3 | 1  | 33 | 10 | +23 | 21 |
| Irsko     | 10 | 5 | 3 | 2  | 19 | 7  | +12 | 18 |
| Skotsko   | 10 | 4 | 3 | 3  | 22 | 12 | +10 | 15 |
| Gruzie    | 10 | 3 | 0 | 7  | 10 | 16 | −6  | 9  |
| Gibraltar | 10 | 0 | 0 | 10 | 2  | 56 | −54 | 0  |

|           | Německo | Polsko | Irsko | Skotsko | Gruzie |     |
| --------- | ------- | ------ | ----- | ------- | ------ | --- |
| Německo   | —       | 3:1    | 1:1   | 2:1     | 2:1    | 4:0 |
| Polsko    | 2:0     | —      | 2:1   | 2:2     | 4:0    | 8:1 |
| Irsko     | 1:0     | 1:1    | —     | 1:1     | 1:0    | 7:0 |
| Skotsko   | 2:3     | 2:2    | 1:0   | —       | 1:0    | 6:1 |
| Gruzie    | 0:2     | 0:4    | 1:2   | 1:0     | —      | 4:0 |
| Gibraltar | 0:7     | 0:7    | 0:4   | 0:6     | 0:3    | —   |

### Skupina E
| Tým        | Z  | V  | R | P | VG | IG | +/- | B  |
| ---------- | -- | -- | - | - | -- | -- | --- | -- |
| Anglie     | 10 | 10 | 0 | 0 | 31 | 3  | +28 | 30 |
| Švýcarsko  | 10 | 7  | 0 | 3 | 24 | 8  | +16 | 21 |
| Slovinsko  | 10 | 5  | 1 | 4 | 18 | 11 | +7  | 16 |
| Estonsko   | 10 | 3  | 1 | 6 | 4  | 9  | −5  | 10 |
| Litva      | 10 | 3  | 1 | 6 | 7  | 18 | −11 | 10 |
| San Marino | 10 | 0  | 1 | 9 | 1  | 36 | −35 | 1  |

|            | Anglie | Švýcarsko | Slovinsko | Estonsko | Litva | San Marino |
| ---------- | ------ | --------- | --------- | -------- | ----- | ---------- |
| Anglie     | —      | 2:0       | 3:1       | 2:0      | 4:0   | 5:0        |
| Švýcarsko  | 0:2    | —         | 3:2       | 3:0      | 4:0   | 7:0        |
| Slovinsko  | 2:3    | 1:0       | —         | 1:0      | 1:1   | 6:0        |
| Estonsko   | 0:1    | 0:1       | 1:0       | —        | 1:0   | 2:0        |
| Litva      | 0:3    | 1:2       | 0:2       | 1:0      | —     | 2:1        |
| San Marino | 0:6    | 0:4       | 0:2       | 0:0      | 0:2   | —          |

### Skupina F
| Tým             | Z  | V | R | P | VG | IG | +/- | B  |
| --------------- | -- | - | - | - | -- | -- | --- | -- |
| Severní Irsko   | 10 | 6 | 3 | 1 | 16 | 8  | +8  | 21 |
| Rumunsko        | 10 | 5 | 5 | 0 | 11 | 2  | +9  | 20 |
| Maďarsko        | 10 | 4 | 4 | 2 | 11 | 9  | +2  | 16 |
| Finsko          | 10 | 3 | 3 | 4 | 9  | 10 | −1  | 12 |
| Faerské ostrovy | 10 | 2 | 0 | 8 | 6  | 17 | −11 | 6  |
| Řecko           | 10 | 1 | 3 | 6 | 7  | 14 | −7  | 6  |

|                 | Severní Irsko | Rumunsko | Maďarsko | Finsko | Faerské ostrovy | Řecko |
| --------------- | ------------- | -------- | -------- | ------ | --------------- | ----- |
| Severní Irsko   | —             | 0:0      | 1:1      | 2:1    | 2:0             | 3:1   |
| Rumunsko        | 2:0           | —        | 1:1      | 1:1    | 1:0             | 0:0   |
| Maďarsko        | 1:2           | 0:0      | —        | 1:0    | 2:1             | 0:0   |
| Finsko          | 1:1           | 0:2      | 0:1      | —      | 1:0             | 1:1   |
| Faerské ostrovy | 1:3           | 0:3      | 0:1      | 1:3    | —               | 2:1   |
| Řecko           | 0:2           | 0:1      | 4:3      | 0:1    | 0:1             | —     |

### Skupina G
| Tým             | Z  | V | R | P | VG | IG | +/- | B  |
| --------------- | -- | - | - | - | -- | -- | --- | -- |
| Rakousko        | 10 | 9 | 1 | 0 | 22 | 5  | +17 | 28 |
| Rusko           | 10 | 6 | 2 | 2 | 21 | 5  | +16 | 20 |
| Švédsko         | 10 | 5 | 3 | 2 | 15 | 9  | +5  | 18 |
| Černá Hora      | 10 | 3 | 2 | 5 | 10 | 13 | −3  | 11 |
| Lichtenštejnsko | 10 | 1 | 2 | 7 | 2  | 26 | −24 | 5  |
| Moldavsko       | 10 | 0 | 2 | 8 | 4  | 16 | −12 | 2  |

|                 | Rakousko | Rusko | Švédsko | Černá Hora | Lichtenštejnsko | Moldavsko |
| --------------- | -------- | ----- | ------- | ---------- | --------------- | --------- |
| Rakousko        | —        | 1:0   | 1:1     | 1:0        | 3:0             | 1:0       |
| Rusko           | 0:1      | —     | 1:0     | 2:0        | 4:0             | 1:1       |
| Švédsko         | 1:4      | 1:1   | —       | 3:1        | 2:0             | 2:0       |
| Černá Hora      | 2:3      | 0:3*  | 1:1     | —          | 2:0             | 2:0       |
| Lichtenštejnsko | 0:5      | 0:7   | 0:2     | 0:0        | —               | 1:1       |
| Moldavsko       | 1:2      | 1:2   | 0:2     | 0:2        | 0:1             | —         |

### Skupina H
| Tým         | Z  | V | R | P | VG | IG | +/- | B   |
| ----------- | -- | - | - | - | -- | -- | --- | --- |
| Itálie      | 10 | 7 | 3 | 0 | 16 | 7  | +9  | 24  |
| Chorvatsko  | 10 | 6 | 3 | 1 | 20 | 5  | +15 | 20* |
| Norsko      | 10 | 6 | 1 | 3 | 13 | 10 | +3  | 19  |
| Bulharsko   | 10 | 3 | 2 | 5 | 9  | 12 | −3  | 11  |
| Ázerbájdžán | 10 | 1 | 3 | 6 | 7  | 16 | −11 | 6   |
| Malta       | 10 | 0 | 2 | 8 | 3  | 15 | −13 | 2   |

|             | Itálie | Chorvatsko | Norsko | Bulharsko | Ázerbájdžán | Malta |
| ----------- | ------ | ---------- | ------ | --------- | ----------- | ----- |
| Itálie      | —      | 1:1        | 2:1    | 1:0       | 2:1         | 1:0   |
| Chorvatsko  | 1:1    | —          | 5:1    | 3:0       | 6:0         | 2:0   |
| Norsko      | 0:2    | 2:0        | —      | 2:1       | 0:0         | 2:0   |
| Bulharsko   | 2:2    | 0:1        | 0:1    | —         | 2:0         | 1:1   |
| Ázerbájdžán | 1:3    | 0:0        | 0:1    | 1:2       | —           | 2:0   |
| Malta       | 0:1    | 0:1        | 0:3    | 0:1       | 2:2         | —     |

### Skupina I
| Tým         | Z | V | R | P | VG | IG | +/- | B  |
| ----------- | - | - | - | - | -- | -- | --- | -- |
| Portugalsko | 8 | 7 | 0 | 1 | 11 | 5  | +6  | 21 |
| Albánie     | 8 | 4 | 2 | 2 | 10 | 5  | +5  | 14 |
| Dánsko      | 8 | 3 | 3 | 2 | 8  | 5  | +3  | 12 |
| Srbsko      | 8 | 2 | 1 | 5 | 8  | 13 | −5  | 4* |
| Arménie     | 8 | 0 | 2 | 6 | 5  | 14 | −9  | 2  |

|             | Portugalsko | Albánie | Dánsko | Srbsko | Arménie |
| ----------- | ----------- | ------- | ------ | ------ | ------- |
| Portugalsko | —           | 0:1     | 1:0    | 2:1    | 1:0     |
| Albánie     | 0:1         | —       | 1:1    | 0:2    | 2:1     |
| Dánsko      | 0:1         | 0:0     | —      | 2:0    | 2:1     |
| Srbsko      | 1:2         | 0:3*    | 1:3    | —      | 2:0     |
| Arménie     | 2:3         | 0:3     | 0:0    | 1:1    | —       |

## Baráž
Nejlepší tým ze třetích míst (Turecko) postoupil přímo na závěrečný turnaj, zatímco zbylá osmička týmů ze třetích míst hrála baráž. Do žebříčku týmů na třetích místech se nezapočítávaly výsledky se šestými týmy v dané skupině, aby nebyla pětičlenná skupina znevýhodněna.

### Žebříček týmů na třetích místech
| Sk. | Tým                 | Z | V | R | P | VG | IG | +/- | B  |
| --- | ------------------- | - | - | - | - | -- | -- | --- | -- |
| A   | Turecko             |   | 5 | 1 | 2 | 12 | 7  | +5  | 16 |
| F   | Maďarsko            |   | 4 | 3 | 1 | 8  | 5  | +3  | 15 |
| C   | Ukrajina            |   | 4 | 1 | 3 | 11 | 4  | +7  | 13 |
| H   | Norsko              |   | 4 | 1 | 3 | 8  | 10 | –2  | 13 |
| I   | Dánsko              |   | 3 | 3 | 2 | 8  | 5  | +3  | 12 |
| G   | Švédsko             |   | 3 | 3 | 2 | 11 | 9  | +2  | 12 |
| D   | Irsko               |   | 3 | 3 | 2 | 8  | 7  | +1  | 12 |
| B   | Bosna a Hercegovina |   | 3 | 2 | 3 | 11 | 12 | –1  | 11 |
| E   | Slovinsko           |   | 3 | 1 | 4 | 10 | 11 | –1  | 10 |

### Zápasy
Los barážových dvojic proběhl 18. října 2015 na tradičním místě v sídle UEFA ve švýcarském Nyonu. Nasazenými týmy byly Bosna a Hercegovina, Ukrajina, Švédsko a Maďarsko, nenasazenými Dánsko, Irsko, Norsko a Slovinsko. Los stanovil tyto dvojice:
| Domácí v 1. zápase  | Celkem | Hosté v 1. zápase | 1. zápas | 2. zápas |
| ------------------- | ------ | ----------------- | -------- | -------- |
| Ukrajina            | 3:1    | Slovinsko         | 2:0      | 1:1      |
| Švédsko             | 4:3    | Dánsko            | 2:1      | 2:2      |
| Bosna a Hercegovina | 1:3    | Irsko             | 1:1      | 0:2      |
| Norsko              | 1:3    | Maďarsko          | 0:1      | 1:2      |

## Střelci

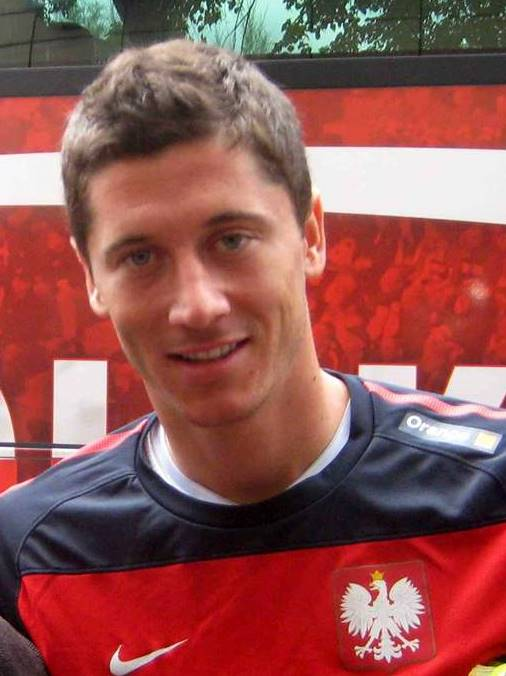
Polák Robert Lewandowski vstřelil 13 branek v kvalifikaci, čímž se vyrovnal Davidu Healymu ze Severního Irska, který stejný počet branek dokázal vstřelit v kvalifikaci na EURO 2008.

13 gólů
- Robert Lewandowski

9 gólů
- Thomas Müller

8 gólů
- Arťom Dzjuba
- Zlatan Ibrahimović

7 gólů
- Wayne Rooney
- Edin Džeko
- Marc Janko
- Kyle Lafferty
- Steven Fletcher
- Gareth Bale

6 gólů
- Danny Welbeck
- Ivan Perišić
- Gylfi Sigurðsson
- Arkadiusz Milik
- Milivoje Novakovič

5 gólů
- Kevin De Bruyne
- Eden Hazard
- Robbie Keane
- Omer Damari
- Klaas-Jan Huntelaar
- Cristiano Ronaldo
- Shaun Maloney
- Marek Hamšík
- Paco Alcácer

4 góly
- Marouane Fellaini
- Nestoras Mitidis
- Bořek Dočkal
- Kamil Grosicki
- David Alaba
- Xherdan Shaqiri
- Burak Yılmaz
- Andrij Jarmolenko

3 góly
- Ildefons Lima
- Harry Kane
- Theo Walcott
- Dmitrij Nazarov
- Dries Mertens
- Joel Pohjanpalo
- Tornike Okriashvili
- Kolbeinn Sigþórsson
- Graziano Pellè
- Shane Long
- Jonathan Walters
- Tomer Chemed
- Jurij Logviněnko
- Demetris Christofi
- Georgios Efrem
- Valērijs Šabala
- Mario Götze
- Max Kruse
- André Schürrle
- Robin van Persie
- Alexander Tettey
- Marko Arnautović
- Martin Harnik
- Alexandr Kokorin
- Gareth McAuley
- Steven Naismith
- Adam Nemec
- Zoran Tošić
- David Silva
- Erkan Zengin
- Josip Drmić
- Haris Seferović
- Selçuk İnan
- Artem Kravec

2 góly
- Ross Barkley
- Raheem Sterling
- Jack Wilshere
- Rahid Amirgulijev
- Stanislaw Drahun
- Mikhail Gordeichuk
- Timofei Kalachev
- Sergei Kornilenko
- Radja Nainggolan
- Milan Đurić
- Vedad Ibišević
- Haris Medunjanin
- Edin Višća
- Ilijan Micanski
- Ivelin Popov
- Fatos Bećiraj
- Stevan Jovetić
- Mirko Vučinić
- Pavel Kadeřábek
- Václav Pilař
- Milan Škoda
- Nicklas Bendtner
- Sergei Zenjov
- Jóan Símun Edmundsson
- Riku Riski
- Džaba Kankava
- Valeri Kazaishvili
- Mate Vatsadze
- Dániel Böde
- Krisztián Németh
- Marcelo Brozović
- Andrej Kramarić
- Luka Modrić
- Birkir Bjarnason
- Aron Gunnarsson
- Antonio Candreva
- Giorgio Chiellini
- Éder
- Alessandro Florenzi
- Tal Ben Chajim
- Nir Biton
- Eran Zahavi
- Islambek Kuat
- Fiodor Černych
- Arvydas Novikovas
- Lars Krogh Gerson
- Aleksandar Trajkovski
- İlkay Gündoğan
- Arjen Robben
- Georginio Wijnaldum
- Joshua King
- Grzegorz Krychowiak
- Sebastian Mila
- João Moutinho
- James McClean
- Aiden McGeady
- Zlatko Junuzović
- Rubin Okotie
- Constantin Budescu
- Paul Papp
- Bogdan Stancu
- Steven Davis
- Juraj Kucka
- Róbert Mak
- Boštjan Cesar
- Nejc Pečnik
- Adem Ljajić
- Sergio Busquets
- Santi Cazorla
- Pedro
- Marcus Berg
- Fabian Schär
- Arda Turan
- Jevhen Konopljanka
- Serhij Sydorčuk
- Aaron Ramsey

1 gól
- Bekim Balaj
- Berat Djimsiti
- Shkëlzen Gashi
- Ermir Lenjani
- Mërgim Mavraj
- Armando Sadiku
- Phil Jagielka
- Alex Oxlade-Chamberlain
- Andros Townsend
- Robert Arzumanjan
- Henrich Mchitarjan
- Hrajr Mkojan
- Marcos Pizzelli
- Marcel Sabitzer
- Javid Husejnov
- Michy Batshuayi
- Christian Benteke
- Nacer Chadli
- Laurent Depoitre
- Divock Origi
- Ermin Bičakčić
- Senad Lulić
- Mihajl Alexandrov
- Nikolaj Bodurov
- Andrej Galabinov
- Vencislav Christov
- Dimitar Rangelov
- Dejan Damjanović
- Stefan Savić
- Žarko Tomašević
- Vladimír Darida
- Ladislav Krejčí
- David Lafata
- David Limberský
- Tomáš Necid
- Tomáš Sivok
- Josef Šural
- Pierre Højbjerg
- Thomas Kahlenberg
- Simon Kjær
- Jakob Poulsen
- Yussuf Poulsen
- Lasse Vibe
- Ats Purje
- Konstantin Vassiljev
- Hallur Hansson
- Christian Holst
- Róaldur Jakobsen
- Brandur Olsen
- Paulus Arajuuri
- Roman Eremenko
- Jarkko Hurme
- Berat Sadik
- Nikoloz Gelashvili
- Lee Casciaro
- Jake Gosling
- Christos Aravidis
- Nikolaos Karelis
- Panagiotis Kone
- Konstantinos Mitroglou
- Sokratis Papastathopulos
- Kostas Stafylidis
- Panagiotis Tachtsidis
- Balázs Dzsudzsák
- Zoltán Gera
- Richárd Guzmics
- Gergő Lovrencsics
- Tamás Priskin
- Zoltán Stieber
- Ádám Szalai
- Nikola Kalinić
- Mario Mandžukić
- Ivica Olić
- Danijel Pranjić
- Ivan Rakitić
- Gordon Schildenfeld
- Cyrus Christie
- Wes Hoolahan
- John O'Shea
- Jón Daði Böðvarsson
- Rúrik Gíslason
- Eiður Guðjohnsen
- Ragnar Sigurðsson
- Leonardo Bonucci
- Matteo Darmian
- Daniele De Rossi
- Stephan El Shaarawy
- Simone Zaza
- Moanes Dabour
- Gil Vermouth
- Constantinos Charalambidis
- Jason Demetriou
- Dossa Júnior
- Vincent Laban
- Constantinos Makrides
- Giorgos Merkis
- Aleksandrs Cauņa
- Aleksejs Višņakovs
- Artūrs Zjuzins
- Franz Burgmeier
- Sandro Wieser
- Deivydas Matulevičius
- Saulius Mikoliūnas
- Lukas Spalvis
- Stefano Bensi
- Mario Mutsch
- Sébastien Thill
- David Turpel
- Renat Abdulin
- Samat Smakov
- Besart Abdurahimi
- Arijan Ademi
- Agim Ibraimi
- Adis Jahović
- Alfred Effiong
- Clayton Failla
- Michael Mifsud
- Gheorghe Boghiu
- Eugeniu Cebotaru
- Alexandru Dedov
- Alexandru Epureanu
- Karim Bellarabi
- Toni Kroos
- Marco Reus
- Ibrahim Afellay
- Jeffrey Bruma
- Stefan de Vrij
- Luciano Narsingh
- Wesley Sneijder
- Jo Inge Berget
- Mats Møller Dæhli
- Tarik Elyounoussi
- Vegard Forren
- Håvard Nielsen
- Håvard Nordtveit
- Alexander Søderlund
- Jakub Błaszczykowski
- Kamil Glik
- Bartosz Kapustka
- Krzysztof Mączyński
- Sławomir Peszko
- Łukasz Szukała
- Ricardo Carvalho
- Fábio Coentrão
- Nani
- Miguel Veloso
- Ovidiu Hoban
- Claudiu Keșerü
- Ciprian Marica
- Alexandru Maxim
- Raul Rusescu
- Alan Dzagojev
- Sergej Ignaševič
- Dmitrij Kombarov
- Oleg Kuzmin
- Fjodor Smolov
- Matteo Vitaioli
- Craig Cathcart
- Josh Magennis
- Niall McGinn
- Jamie Ward
- Ikechi Anya
- Chris Martin
- James McArthur
- Matt Ritchie
- Peter Pekarík
- Kornel Saláta
- Stanislav Šesták
- Miroslav Stoch
- Vladimír Weiss
- Robert Berić
- Valter Birsa
- Branko Ilić
- Josip Iličić
- Kevin Kampl
- Dejan Lazarević
- Andraž Struna
- Nemanja Matić
- Aleksandar Kolarov
- Jordi Alba
- Juan Bernat
- Diego Costa
- Mario Gaspar
- Isco
- Andrés Iniesta
- Álvaro Morata
- Sergio Ramos
- Jimmy Durmaz
- Ola Toivonen
- Eren Derdiyok
- Johan Djourou
- Blerim Džemaili
- Breel Embolo
- Gökhan Inler
- Pajtim Kasami
- Michael Lang
- Admir Mehmedi
- Valentin Stocker
- Granit Xhaka
- Serdar Aziz
- Umut Bulut
- Hakan Çalhanoğlu
- Bilal Kısa
- Oğuzhan Özyakup
- Denys Harmaš
- Jevhen Selezňov
- David Cotterill
- Hal Robson-Kanu

1 vlastní branka
- Mërgim Mavraj (proti Arménii)
- Jordan Henderson (proti Slovinsku)
- Levon Hajrapetjan (proti Srbsku)
- Kamo Hovhannisjan (proti Albánii)
- Rašad Sadygov (proti Chorvatsku)
- Alyaksandr Martynovich (proti Ukrajině)
- Nikolaj Bodurov (proti Chorvatsku)
- Jordan Minev (proti Itálii)
- Ragnar Klavan (proti Švýcarsku)
- Akaki Khubutia (proti Skotsku)
- Jordan Perez (proti Irsku)
- Yogan Santos (proti Německu)
- Vedran Ćorluka (proti Norsku)
- John O'Shea (proti Skotsku)
- Jón Daði Böðvarsson (proti Česku)
- Giorgio Chiellini (proti Ázerbájdžánu)
- Dossa Júnior (proti Andoře)
- Martin Büchel (proti Rusku)
- Franz Burgmeier (proti Rusku)
- Tome Pačovski (proti Španělsku)
- Petru Racu (proti Černé Hoře)
- Mats Hummels (proti Skotsku)
- Robin van Persie (proti Česku)
- Cristian Brolli (proti Anglii)
- Alessandro Della Valle (proti Anglii)

2 vlastní branky
- Giedrius Arlauskis (proti Švýcarsku a Anglii)